# Andrew Boone

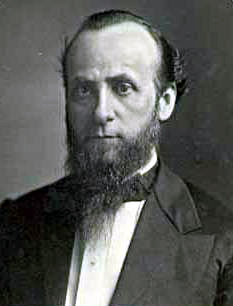
Andrew Boone

Andrew Rechmond Boone (* 4. April 1831 im Davidson County, Tennessee; † 26. Januar 1886 in Mayfield, Kentucky) war ein US-amerikanischer Politiker. Zwischen 1875 und 1879 vertrat er den Bundesstaat Kentucky im US-Repräsentantenhaus.

## Werdegang
Bereits im Jahr 1833 kam Andrew Boone mit seinen Eltern nach Mayfield in Kentucky. Dort besuchte er die öffentlichen Schulen. Nach einem anschließenden Jurastudium und seiner 1852 erfolgten Zulassung als Rechtsanwalt begann er in Mayfield in diesem Beruf zu arbeiten. Zwischen 1854 und 1861 war er Bezirksrichter im Graves County. Als Anhänger der Konföderation unterstützte er 1861 die Bewegung, die den Austritt Kentuckys aus der Union forderte. Zu dieser Zeit war er Abgeordneter der Demokratischen Partei im Repräsentantenhaus von Kentucky.
Während des Bürgerkrieges trat Boone politisch nicht in Erscheinung. Von 1868 bis 1874 fungierte er Richter im ersten Gerichtsbezirk von Kentucky. Bei den Kongresswahlen des Jahres 1874 wurde er dann im ersten Wahlbezirk von Kentucky in das US-Repräsentantenhaus in Washington, D.C. gewählt, wo er am 4. März 1875 die Nachfolge von Edward Crossland antrat. Nach einer Wiederwahl im Jahr 1876 konnte er bis zum 3. März 1879 zwei Legislaturperioden im Kongress absolvieren.
Im Jahr 1878 verzichtete Boone auf eine weitere Kandidatur. Seit 1882 war er Vorsitzender des Eisenbahnausschusses des Staates Kentucky. Dieses Amt bekleidete er bis zu seinem Tod am 26. Januar 1886. Er wurde in Mayfield beigesetzt.